# Grand Prix Holandii 1970

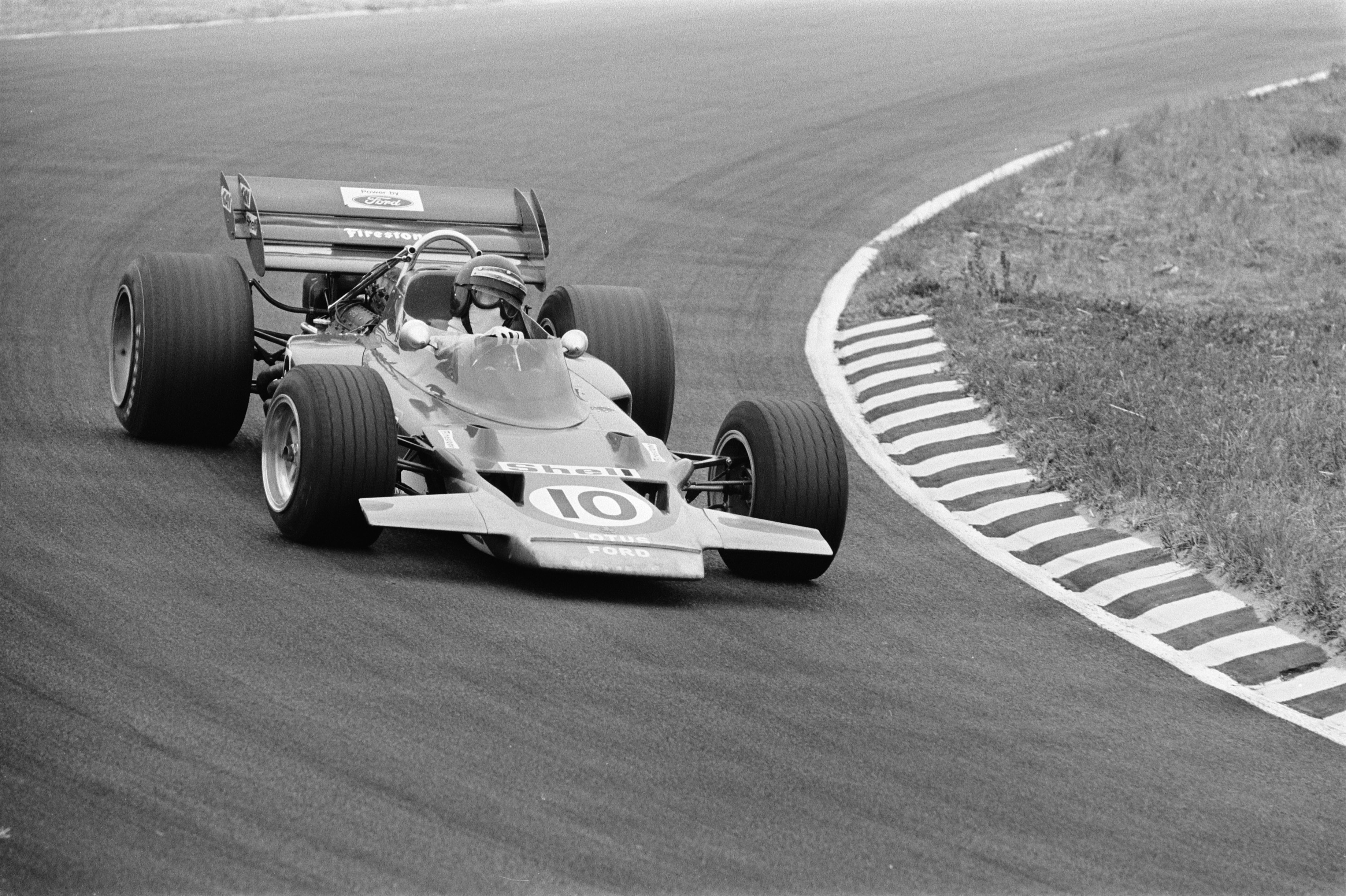
Jochen Rindt podczas Grand Prix Holandii 1970

Grand Prix Holandii 1970 (oryg. Grote Prijs van Nederland) – piąta runda Mistrzostw Świata Formuły 1 w sezonie 1970, która odbyła się 21 czerwca 1970, po raz 16. na torze Zandvoort.
18. Grand Prix Holandii, 16. zaliczane do Mistrzostw Świata Formuły 1.

## Wyścig
| Legenda oznaczeń w tabelach wyników Wyświetl szablon na nowej stronie | Legenda oznaczeń w tabelach wyników Wyświetl szablon na nowej stronie                                                                     |
| Oznaczenie                                                            | Wyjaśnienie |
| --------------------------------------------------------------------- | --- |
| Złoty                                                                 | Zwycięzca lub mistrzostwo |
| Srebrny                                                               | 2. miejsce lub wicemistrzostwo |
| Brązowy                                                               | 3. miejsce lub II wicemistrzostwo |
| Zielony                                                               | Ukończył, punktował (w klasyfikacji generalnej, gdy zdobył co najmniej jeden punkt na przestrzeni sezonu, poza trzema powyższymi opcjami) |
| Niebieski                                                             | Ukończył, nie punktował (w klasyfikacji generalnej, gdy nie zdobył co najmniej jednego punktu na przestrzeni sezonu)                      |
| Czerwony                                                              | Nie zakwalifikował się (NZ) |
| Czerwony                                                              | Nie prekwalifikował się (NPK) |
| Różowy                                                                | Nie ukończył (NU) |
| Różowy                                                                | Niesklasyfikowany (NS) (w klasyfikacji generalnej, gdy nie został sklasyfikowany w żadnym wyścigu sezonu)                                 |
| Czarny                                                                | Zdyskwalifikowany (DK) |
| Czarny                                                                | Wykluczony (WYK/EX) |
| Biały                                                                 | Nie wystartował (NW) |
| Biały                                                                 | Kontuzjowany (K/INJ) |
| Biały                                                                 | Wyścig odwołany (OD/C) |
| Bez koloru                                                            | Został wycofany (WYC/WD) |
| Bez koloru                                                            | Nie przybył (NP/DNA) |
| Bez koloru                                                            | Nie brał udziału w treningach (NT/DNP) |
| Bez koloru                                                            | Nie został zgłoszony (–) |
| Pogrubienie                                                           | Start z pole position |
| Kursywa                                                               | Najszybsze okrążenie wyścigu |
| †                                                                     | Nie ukończył, ale jego rezultat został zaliczony ze względu na przejechanie więcej niż 90% dystansu wyścigu.                              |
| *                                                                     | Sezon w trakcie |
| 1/2/3                                                                 | Punktowana pozycja w sprincie kwalifikacyjnym                                                                                             |
| Lista systemów punktacji Formuły 1                                    | |

| Poz | Nr                      | Kierowca             | konstruktor        | Okrążenie | Czas/Powód n.u    | Poz. start. | Punkty |
| --- | ----------------------- | -------------------- | ------------------ | --------- | ----------------- | ----------- | ------ |
| 1   | 10                      | Jochen Rindt         | Lotus-Ford         | 80        | 1:50:43.4         | 1           | 9      |
| 2   | 5                       | Jackie Stewart       | March-Ford         | 80        | + 0:30:000        | 2           | 6      |
| 3   | 25                      | Jacky Ickx           | Ferrari            | 79        | + 1 okr.          | 3           | 4      |
| 4   | 26                      | Clay Regazzoni       | Ferrari            | 79        | + 1 okr.          | 6           | 3      |
| 5   | 23                      | Jean-Pierre Beltoise | Matra              | 79        | + 1 okr.          | 10          | 2      |
| 6   | 16                      | John Surtees         | McLaren-Ford       | 79        | + 1 okr.          | 14          | 1      |
| 7   | 12                      | John Miles           | Lotus-Ford         | 78        | + 2 okr.          | 8           |        |
| 8   | 24                      | Henri Pescarolo      | Matra              | 78        | + 2 okr.          | 13          |        |
| 9   | 22                      | Ronnie Peterson      | March-Ford         | 78        | + 2 Laps          | 16          |        |
| 10  | 1                       | Pedro Rodríguez      | BRM                | 77        | + 3 okr.          | 7           |        |
| 11  | 18                      | Jack Brabham         | Brabham-Ford       | 76        | + 4 okr.          | 12          |        |
|     | Niesklasyfikowani       |                      |                    |           |                   |             |        |
| NS  | 15                      | Graham Hill          | Lotus-Ford         | 71        | niesklasyfikowany | 20          |        |
| NU  | 6                       | François Cevert      | March-Ford         | 31        | silnik            | 15          |        |
| NU  | 3                       | George Eaton         | BRM                | 26        | wyciek oleju      | 18          |        |
| NU  | 2                       | Jackie Oliver        | BRM                | 23        | silnik            | 5           |        |
| NU  | 4                       | Piers Courage        | De Tomaso-Ford     | 22        | tragiczny wypadek | 9           |        |
| NU  | 9                       | Jo Siffert           | March-Ford         | 22        | silnik            | 17          |        |
| NU  | 20                      | Peter Gethin         | McLaren-Ford       | 18        | wypadek           | 11          |        |
| NU  | 32                      | Dan Gurney           | McLaren-Ford       | 2         | silnik            | 19          |        |
| NU  | 8                       | Chris Amon           | March-Ford         | 1         | sprzęgło          | 4           |        |
|     | Nie zakwalifikowali się |                      |                    |           |                   |             |        |
| DYS | 21                      | Andrea de Adamich    | McLaren-Alfa Romeo |           |                   |             |        |
| DYS | 19                      | Rolf Stommelen       | Brabham-Ford       |           |                   |             |        |
| DYS | 31                      | Pete Lovely          | Lotus-Ford         |           |                   |             |        |
| DYS | 29                      | Silvio Moser         | Bellasi-Ford       |           |                   |             |        |